# Teorie spravedlnosti
Teorie spravedlnosti (známá též pod názvy teorie sociální spravedlnosti, teorie rovnosti či teorie ekvity)  se zaměřuje na to, zda je rozdělování zdrojů spravedlivé. Spravedlnost se měří porovnáním poměru příspěvků (neboli nákladů) a přínosů (neboli odměn) pro každou osobu. Teorie spravedlnosti, která je považována za jednu z teorií spravedlnosti, byla poprvé rozvinuta v 60. letech 20. století John Stacey Adams, psycholog zabývající se pracovním prostředím a chováním, který tvrdil, že zaměstnanci usilují o zachování spravedlnosti mezi vstupy (inputs), které do práce přinášejí, a výsledky (výstupy, outcomes), které z ní získávají, oproti vnímaným vstupům a výsledkům ostatních. Podle teorie spravedlnosti se v zájmu maximalizace odměn jednotlivců snažíme vytvářet systémy, v nichž lze zdroje spravedlivě rozdělit mezi členy skupiny. Nerovnost ve vztazích způsobí, že ti, kteří se v ní nacházejí, budou nespokojeni v míře úměrné míře nerovnosti. Lidé si podle tohoto přesvědčení cení spravedlivého zacházení, což způsobuje, že jsou motivováni udržovat spravedlnost ve vztazích svých spolupracovníků a organizace. Struktura spravedlnosti na pracovišti je založena na poměru vstupů a výsledků. Vstupy jsou příspěvky, které zaměstnanec pro organizaci odvádí. 
Jedním ze způsobů, jak se na to podívat, je tento vzorec, v němž se porovnávají vnitřní a vnější motivátory téhož jedince ve vzájemném vztahu.
{\displaystyle {\frac {individual's\quad outcomes}{individual's\quad own\quad inputs}}={\frac {relational\quad partner's\quad outcomes}{relational\quad partner's\quad inputs}}}
Proto se jednotlivec bude domnívat, že s ním bylo zacházeno spravedlivě, pokud bude vnímat poměr svých vstupů a výstupů jako rovnocenný s těmi, které má kolem sebe, a bude přijatelné, aby starší kolega dostal vyšší odměnu, protože hodnota jeho zkušeností (a vstupů) je vyšší než jeho vlastní. 

## Pozadí
Teorie spravedlnosti vychází z teorie sociální výměny. Navrhuje, že jedinci, kteří se vnímají jako nedostatečně nebo příliš odměňovaní, zažívají distres a že tento distres vede ke snaze o obnovení spravedlnosti ve vztahu. Spravedlnost se měří porovnáním poměrů příspěvků a přínosů jednotlivých osob ve vztahu. Partneři nemusí dostávat stejné výhody (například dostávat stejné množství lásky, péče a finančního zabezpečení) ani stejně přispívat (například investovat stejné množství úsilí, času a finančních prostředků), pokud je poměr mezi těmito výhodami a příspěvky podobný. Stejně jako jiné převládající teorie motivace, například Maslowova hierarchie potřeb, i teorie rovnosti uznává, že jemné a proměnlivé individuální faktory ovlivňují hodnocení a vnímání vztahu každého člověka s jeho vztahovými partnery. Podle Adamse z roku 1965 je hněv vyvolán nerovností nedostatečných odměn a pocit viny je vyvolán rovností nadměrných odměn. Odměna, ať už hodinová mzda nebo plat, je hlavním zájmem, a tedy ve většině případů příčinou rovnosti nebo nerovnosti.
Na jakékoliv pozici chce mít zaměstnanec pocit, že jeho přínos a pracovní výkon jsou odměňovány mzdou. „Pokud se zaměstnanec cítí nedostatečně odměňován, pak to vede k tomu, že se zaměstnanec cítí nepřátelsky vůči organizaci a možná i vůči svým spolupracovníkům, což může vést k tomu, že zaměstnanec již nebude v práci podávat dobré výkony.“ Právě jemné proměnné hrají v pocitu spravedlnosti také důležitou roli. Už jen myšlenka uznání za pracovní výkon a samotný akt poděkování vyvolá u zaměstnance pocit uspokojení, a proto pomůže zaměstnanci cítit se užitečný a mít lepší výsledky. Zaměstnanci mohou také pociťovat pozitivní nespravedlnost, což může u pracovníka vyvolat pocit viny a snahu tyto pocity viny kompenzovat.

## Definice pojmu sociální spravedlnost (ekvita)
Jednotlivci porovnávají své pracovní vstupy a výsledky s pracovními vstupy a výsledky ostatních a následně reagují tak, aby odstranili případné vnímané nerovnosti. Porovnávání referencí:

### Vstupy a výstupy

#### Vstupy
Vstupy jsou definovány jako příspěvky jednotlivých účastníků do vztahové směny a jsou chápány jako příspěvky, které je opravňují k odměnám nebo nákladům. Vstupy, kterými účastník přispívá do vztahu, mohou být buď aktiva – opravňující k odměnám – nebo pasiva – opravňující k nákladům. Nárok na odměny nebo náklady přisuzované jednotlivým vstupům se liší v závislosti na vztahovém prostředí. V průmyslovém prostředí jsou aktiva, jako je kapitál a manuální práce, považována za „relevantní vstupy“ – vstupy, které legitimně opravňují přispěvatele k odměnám. Ve společenském prostředí jsou aktiva, jako je fyzická krása a laskavost, obecně považována za aktiva, která držitele opravňují k sociálním odměnám.[potřebná citace] Individuální vlastnosti, jako je hulvátství a krutost, jsou považovány za pasiva, která držitele opravňují k nákladům. Mezi vstupy obvykle patří některý z následujících faktorů: 
- Čas
- Vzdělávání
- Zkušenosti
- Úsilí
- Loajalita
- Tvrdá práce
- Závazek
- Schopnost
- Přizpůsobivost
- Flexibilita
- Tolerance
- Odhodlání
- Nadšení
- Osobní obětavost
- Důvěra v nadřízené
- Podpora ze strany spolupracovníků a kolegů
- Dovednosti

#### Výstupy
Výstupy jsou definovány jako pozitivní a negativní důsledky, které účastník vnímá jako důsledek svého vztahu s druhým člověkem. Pokud je poměr vstupů a výstupů blízký, pak by měl mít zaměstnanec se svou prací velkou spokojenost. Výstupy mohou být hmotné i nehmotné. Mezi typické výstupy patří některý z následujících:
- Jistota zaměstnání
- Plat
- Zaměstnanecké výhody
- Příspěvky
- Uznání
- Pověst
- Odpovědnost
- Pocit úspěchu
- Pochvala
- Poděkování
- Stimulace

### Propozice
Teorie spravedlnosti se skládá ze čtyř tezí: 
- self-inside (vlastní vnitřní): Jednotlivci se snaží maximalizovat své výsledky (kde výsledky jsou definovány jako odměny mínus náklady).
- self-outside (vlastní vnější): Skupiny mohou maximalizovat kolektivní odměny tím, že vytvoří přijaté systémy spravedlivého rozdělení odměn a nákladů mezi členy. Systémy spravedlnosti se budou vyvíjet v rámci skupin a členové se budou snažit přimět ostatní členy, aby tyto systémy přijali a dodržovali. Jediný způsob, jak mohou skupiny přimět členy, aby se chovali spravedlivě, je ten, že bude výhodnější chovat se spravedlivě než nespravedlivě. Skupiny tedy budou obecně odměňovat členy, kteří se k ostatním chovají spravedlivě, a obecně trestat (zvyšovat náklady) členy, kteří se k ostatním chovají nespravedlivě.
- others-inside (ostatní vnitřní): Když se jedinec ocitne v nerovných vztazích, začne se trápit. Čím nerovnější je vztah, tím více se jedinci cítí v tísni. Podle teorie spravedlnosti se cítí v tísni jak osoba, která dostává „příliš mnoho“, tak osoba, která dostává „příliš málo“. Osoba, která dostává příliš mnoho, může pociťovat vinu nebo stud. Osoba, která dostává příliš málo, se může cítit naštvaná nebo ponížená.
- other-outside (ostatní vnější): Jedinci, kteří vnímají, že se nacházejí v nerovném vztahu, se snaží odstranit svou tíseň obnovením rovnosti. Čím větší je nerovnost, tím větší distres lidé pociťují a tím více se snaží obnovit rovnost.[12]

## Praktické využití
Teorie spravedlnosti byla hojně aplikována pracovními psychology na podnikatelské prostředí, aby popsala vztah mezi motivací zaměstnance a jeho vnímáním spravedlivého či nespravedlivého zacházení. V podnikatelském prostředí je relevantním dyadickým vztahem vztah mezi zaměstnancem a zaměstnavatelem. Stejně jako v manželství a jiných smluvních dyadických vztazích teorie spravedlnosti předpokládá, že zaměstnanci usilují o zachování spravedlivého poměru mezi vstupy, které do vztahu přinášejí, a výstupy, které z něj dostávají. Teorie spravedlnosti v podnikání však zavádí koncept sociálního srovnání, podle kterého zaměstnanci hodnotí svůj vlastní poměr vstupů a výstupů na základě srovnání s poměrem vstupů a výstupů ostatních zaměstnanců. Vstupy v tomto kontextu zahrnují čas zaměstnance, jeho odborné znalosti, kvalifikaci, zkušenosti, nehmotné osobní vlastnosti, jako je odhodlání a ambice, a interpersonální dovednosti. Výstupy zahrnují peněžní odměnu, výhody („benefity“), benefity a flexibilní pracovní podmínky, které ovlivňují motivaci, výkonnost a spokojenost pracovníků. Zaměstnanci, kteří vnímají nerovnost, se ji budou snažit snížit, a to buď zkreslením vstupů a/nebo výsledků ve své mysli („kognitivní zkreslení“), přímou změnou vstupů a/nebo výstupů, nebo odchodem z organizace. Pracovníci budou měnit kvalitu své práce na základě vnímání odměny. Toto vnímání nespravedlnosti je vnímáním spravedlnosti v organizaci, přesněji řečeno nespravedlnosti. Následně má tato teorie široké důsledky pro morálku, efektivitu, produktivitu a fluktuaci zaměstnanců.
Teorie spravedlnosti se uplatňuje také v intimních vztazích. Vědci se zabývají myšlenkou, že intimní vztahy jsou také příkladem teorie rovnosti v akci, protože partneři hodnotí spravedlnost svých vstupů a výstupů. Podle vědců může teorie rovnosti vysvětlovat, jak si jedinci vybírají svého partnera a funkčnost vztahu. Tento koncept byl aplikován na vykořisťovatelské vztahy, reciproční vztahy a altruistické vztahy. Dále vědci uvádějí, že teorie rovnosti vysvětluje, že nerovnosti ve vztahu mohou vést k pocitům tísně a depresi.

### Předpoklady teorie spravedlnosti aplikované na podnikání
Tři základní předpoklady, které se uplatňují ve většině obchodních aplikací teorie spravedlnosti, lze shrnout následovně: 
1. Zaměstnanci očekávají spravedlivou odměnu za to, čím přispívají ke svému pracovnímu místu, což je koncept označovaný jako „norma spravedlnosti“.
2. Zaměstnanci určují, jaký by měl být jejich spravedlivý výnos poté, co porovnají své vstupy a výstupy se vstupy a výstupy svých spolupracovníků. Tento koncept se označuje jako „sociální srovnávání“.
3. Zaměstnanci, kteří vnímají, že se nacházejí v nerovné situaci, se budou snažit tuto nerovnost snížit buď tím, že ve své mysli zkreslí vstupy a/nebo výsledky („kognitivní zkreslení“), přímo změní vstupy a/nebo výstupy, nebo odejdou z organizace.[20]

### Význam pro manažery
Teorie spravedlnosti má pro podnikové manažery několik důsledků: 
- Lidé měří součet svých vstupů a výstupů. To znamená, že pracující matka může přijmout nižší peněžní odměnu výměnou za pružnější pracovní dobu.
- Různí zaměstnanci přisuzují vstupům a výstupům vlastní hodnoty. Dva zaměstnanci se stejnými zkušenostmi a kvalifikací, kteří vykonávají stejnou práci za stejnou mzdu, tak mohou mít zcela odlišné vnímání férovosti dohody.
- Zaměstnanci se mohou přizpůsobit kupní síle a podmínkám na místním trhu. Učitel z Alberty tak může přijmout nižší odměnu než jeho kolega v Torontu, pokud jsou jeho životní náklady jiné, zatímco učitel v odlehlé africké vesnici může přijmout zcela jinou strukturu odměn.
- Ačkoli může být přijatelné, aby vyšší zaměstnanci dostávali vyšší odměny, rovnováha vah spravedlnosti má své meze a pro zaměstnance může být nadměrná odměna pro vedoucí pracovníky demotivující.
- Zaměstnanci mohou vnímat vstupy a výstupy své i ostatních nesprávně a vnímání je třeba účinně řídit.
- Zaměstnanec, který se domnívá, že je nadměrně odměňován, může zvýšit své úsilí. Může však také upravit hodnoty, které přisuzuje svým osobním vstupům. Může se stát, že si internalizuje pocit nadřazenosti a ve skutečnosti sníží své úsilí.

## Kritika a související teorie
Kritika se snesla jak na předpoklady, tak na praktickou aplikaci teorie spravedlnosti ze strany lidí, jako je Leventhal, kteří tvrdí, že teorie spravedlnosti je příliš jednorozměrná, ignoruje postupy a přeceňuje, jak důležitý je koncept spravedlnosti v sociálních interakcích. Vědci zpochybňují jednoduchost modelu a tvrdí, že vnímání spravedlnosti a interakce lidí s ostatními ovlivňuje řada demografických a psychologických proměnných. Navíc většina výzkumů podporujících základní teze teorie spravedlnosti byla provedena v laboratorních podmínkách, a jejich použitelnost v reálném světě je tedy sporná. Kritici také tvrdí, že lidé mohou vnímat spravedlnost/nespravedlnost nejen z hlediska konkrétních vstupů a výsledků vztahu, ale také z hlediska zastřešujícího systému, který tyto vstupy a výstupy určuje. V podnikatelském prostředí tak může mít člověk pocit, že jeho odměna je spravedlivá ve srovnání s odměnou ostatních zaměstnanců, ale celý systém odměňování může považovat za nespravedlivý.
Vědci nabídli řadu rozšiřujících a konkurenčních pohledů: 

### Konstrukt citlivosti na spravedlnost
Konstrukt citlivosti na spravedlnost předpokládá, že jednotlivci mají různé preference pro spravedlnost, a proto reagují na vnímanou spravedlnost a nerovnost různými způsoby. Preference lze vyjádřit na kontinuu od preferencí pro extrémní nedostatečný prospěch až po preference pro extrémní nadměrný prospěch. Tři archetypální třídy jsou následující:
- Benevolentní jedinci, kteří upřednostňují, aby poměr jejich vlastního vstupu a výstupu byl menší než u jejich vztahového partnera. Jinými slovy, benevolentní jedinec dává přednost tomu, aby měl nižší příjem.
- Jedinci citliví na rovnost, kteří upřednostňují, aby se jejich vlastní vstupy a výstupy rovnaly vstupům a výstupům jejich partnera.
- Nárokoví jedinci, kteří upřednostňují, aby poměr jejich vlastního vstupu a výstupu převyšoval poměr jejich partnera ve vztahu. Jinými slovy, nárokový člověk dává přednost nadměrným ziskům.[22]

### Férový model
Podle tohoto modelu jedinec posuzuje celkovou „spravedlnost“ vztahu porovnáním svých vstupů a výstupů s vnitřně odvozeným standardem. Férový model tak umožňuje, aby vnímaná spravedlnost/nespravedlnost zastřešujícího systému byla zahrnuta do hodnocení vztahů jednotlivci. Férový model navrhuje alternativní měřítko spravedlnosti/nespravedlnosti ke vztahovému partnerovi nebo „srovnávací osobě“ standardní teorie spravedlnosti.

### Teorie her
Behaviorální ekonomie začala na počátku 21. století aplikovat teorii her na studium teorie spravedlnosti. Například David Gill a Rebecca Stone v roce 2010 analyzují, jak úvahy o spravedlnosti ovlivňují chování ve strategickém prostředí, v němž lidé soutěží, a rozvíjejí dopady na optimální pracovní smlouvy.